# Asesinato de Roy Tutill
El asesinato de Roy Tutill ocurrió el 23 de abril de 1968 en Surrey, Inglaterra, Reino Unido. La víctima era un escolar de 14 años que fue violado y asesinado cuando regresaba de la escuela a su casa. El asesinato quedó sin resolver durante 33 años, hasta que Brian Lunn Field confesó el crimen después de que surgieron pruebas de ADN en 2001. Es el caso sin resolver más antiguo finalmente resuelto en el Reino Unido.

## Asesinato
Roy Tutill, conocido como "Tuts" entre sus amigos, desapareció el 23 de abril de 1968 cuando se dirigía desde la Kingston Grammar School en Kingston upon Thames, Surrey, a su casa en Brockham. Salió de la escuela a las 3:30 p. m. y abordó un autobús con sus amigos. Para ahorrar en la tarifa del autobús para comprar una bicicleta nueva, decidió hacer autoestop el resto del camino a casa, algo que hacía con regularidad. Tutill fue visto por última vez en Chessington, tratando de parar algún automóvil.
Los padres de Tutill, Dennis y Hilary, cuando no llegó a casa notificaron a la policía de Surrey esa noche. La policía redactó el informe de persona desaparecida, pero no comenzó a investigar hasta el día siguiente. Durante una de las búsquedas el cuerpo del escolar fue encontrado por un policía tres días después frente a las puertas de Cherkley Court, en Mickleham. Había sido agredido sexualmente y estrangulado.

## Investigación
La única información que obtuvo la policía fue que un conductor de autobús había visto a un escolar hablando con el conductor de un automóvil Austin Westminster Mark II gris plateado. El conductor fue descrito como un "hombre bajo y rechoncho con cabello blanco grisáceo". Se informó que el mismo automóvil fue visto cerca de donde se arrojó el cuerpo. Las muestras tomadas del cuerpo y la ropa de Tutill se analizaron en ese momento, pero no proporcionaron evidencia, excepto que el sospechoso era del grupo sanguíneo 'A' o 'O'.
Se llamó a Scotland Yard para ayudar en la investigación, pero no hubo novedades en el caso. La investigación permaneció abierta y se revisó periódicamente. Los detectives, sin embargo, sostuvieron la creencia de que el perpetrador era un delincuente reincidente y que el asesinato no fue un acto al azar. En la década de 1970, los investigadores viajaron a Escocia para entrevistar a un hombre llamado Brian Lunn Field de Solihull, West Midlands, que había sido sentenciado a dos años de prisión por el intento de secuestro y "agresión indecente" de un niño de 14 años en Aberdeen.
En diciembre de 1996, se recuperó una muestra parcial de ADN de muestras tomadas de los pantalones de Tutill, que se habían mantenido en un congelador. A fines de la década de 1990, se llevó a cabo una revisión nacional para investigar los asesinatos sin resolver y ver si alguno podía relacionarse mediante la nueva técnica con los convictos actuales u otros delitos. Los investigadores del caso Tutill se enteraron de las agresiones a dos niños en Escocia. No pudieron localizar a Field, de quien se había oído hablar por última vez en la década de 1980.
En 2000, la muestra de ADN del caso Tutill coincidió con el de Field, a quien se le había tomado ADN cuando fue arrestado por conducir ebrio en septiembre de 1999 en Birmingham. Field había estado trabajando como jardinero y no pagaba impuestos. La policía de Surrey instaló vigilancia sobre Field en Birmingham. Su historial criminal incluía una multa en 1969 por "indecencia grave", el asalto en Aberdeen en la década de 1970 y dos sentencias en la década de 1980 de cuatro años cada una por dos cargos de estupro con niños e intento de secuestro de dos adolescentes.

## Arresto y confesión
El 21 de febrero de 2001, la policía arrestó a Field en su piso de Birmingham. Bajo custodia policial, su detención se prolongó más de las 24 horas iniciales para ayudar en la investigación. Field negó conocer a Tutill o tener algo que ver con su muerte, y aunque admitió su historial de delitos sexuales contra niños varones, dijo que había dejado atrás ese comportamiento. Justo antes de que pusieran a Field en su celda por tercera noche, le habían pedido que enviara muestras de ADN.
Field no pudo dormir esa noche, y al día siguiente confesó en detalle el secuestro, violación y asesinato de Tutill. Dijo que había visto al escolar de uniforme y con su cartera bajarse de un autobús y hacer autoestop, y que lo había recogido. Luego llevó al niño a un área de descanso donde lo sodomizó sobre el asiento delantero y, cuando terminó, entró en pánico. Field condujo hasta una segunda área de descanso y estranguló a Tutill envolviendo una cuerda alrededor de su cuello dos veces. Mantuvo el cuerpo del niño en el maletero de su coche durante varios días antes de tirarlo en el bosque.

## Sentencia
El 15 de noviembre de 2001, Field, de 65 años, fue condenado a cadena perpetua por el asesinato de Tutill. Se declaró culpable de asesinato, pero no de agresión sexual. Los padres de Tutill ya habían muerto para cuando fue sentenciado su asesino. Hasta que Field fue condenado, el asesinato de Tutill había sido el único caso de asesinato de un menor sin resolver en Surrey.